# Catharsius pseudolycaon
Catharsius pseudolycaon är en skalbaggsart som beskrevs av Ferreira 1960. Catharsius pseudolycaon ingår i släktet Catharsius och familjen bladhorningar. Inga underarter finns listade.